# ゼロイチファミリア
株式会社ゼロイチファミリア（英語: 01familia, Ltd.）は、日本の芸能事務所・モデルエージェンシーである。

## 概要
2015年（平成27年）8月、レースクイーンを中心とする芸能事務所として設立。
2016年（平成28年）1月、当時所属の川崎あやがミスFLASHグランプリに選ばれる。
2018年（平成30年）5月、本社移転と同時に社名ロゴを変更するとともに、「#時代を変えろ」「#ゼロからイチへ」をコーポレートスローガンとした。
2019年（平成31年）2月には『週刊プレイボーイ』（集英社）2019年9号のグラビアページを所属タレントで埋める「ゼロイチファミリアジャック」を果たす。連載以外の全ページを一事務所で独占するのは同誌52年の歴史の中で初となった。
2019年（令和元年）時点ではレースクイーンをはじめ、モデル、タレント、女優なども手掛ける事務所としても知られる。
2020年（令和2年）3月26日にムック本『smart×ゼロイチファミリア PHOTO & DVD BOOK』（宝島社）を発売。
2021年（令和3年）1月22日に雑誌『B.L.T.』3月号増刊ゼロイチジャック版（東京ニュース通信社）を発売。
2021年10月19日、本事務所初の男性タレントとして元祭nine.メンバーの七星うらが所属することを発表。
2021年10月29日（28日深夜）に本事務所として初の地上波冠番組『ゼロイチファミリアは褒められたい』（毎日放送）が月1レギュラーで放送開始。この放送に先立ち、番組に連動した事務所公式YouTubeチャンネル『ゼロイチTV』を同月13日に開設した。
2024年1月4日16時半ごろ、事務所が入っているテナントビルにて火災が発生し、約2時間後に消火される。消火活動の影響によって事務所やスタジオの大部分が水没したが、火災当時は関係者の誰もが事務所に出入りしていなかったため、人的被害は無かった。

## 本社所在地の変遷
- 2015年（平成27年）8月設立時から2018年（平成30年）3月まで
  - 〒150-0001

東京都渋谷区神宮前1丁目21番1号
- 2018年（平成30年）3月から同年5月まで
  - 〒151-0051

東京都渋谷区千駄ヶ谷5丁目23番9号モルフォ代々木2階
- 2018年（平成30年）5月から
  - 〒160-0023

東京都新宿区西新宿6丁目12-7 ストーク新宿Bldg.2階

## 所属タレント
（五十音順）

### 女性タレント
- 青山ひかる - sherbet
- 亜和
- アンジェラ芽衣
- 伊織いお
- 五十嵐早香 - 元SKE48
- 池田ショコラ
- 一ノ瀬こひな - 元#ババババンビ
- 御寺ゆき
- 貝賀琴莉 - 元#よーよーよー
- 加藤結 - 元SKE48
- 川瀬もえ
- 河原まゆ - 「大衆酒場まゆ」店長[13]
- くるす蘭
- 黒木ひかり
- 清水れい
- 霜月めあ - 「ゼロイチゲーム部」部長
- 鈴もも
- 竹内星菜
- 千星真穂 - 元#ババババンビ
- 夏目まどか
- #2i2
  - 天羽希純 - 元READY TO KISS、元仮面女子
  - 奥ゆい
  - 十味
  - 森嶋あんり
- #ババババンビ
  - 宇咲 - 元monogatari
  - 神南りな - 元OBP
  - 岸みゆ
  - 近藤沙瑛子 - 元FES☆TIVE
  - 小鳥遊るい
- 判治胡桃
- 真島なおみ
- まるぴ
- #Mooove!
  - 愛梨ここ
  - 赤間四季
  - 久喜なほ
  - 姫野ひなの - 元#よーよーよー
- 桃月なしこ
- 森香穂 - 元#よーよーよー、元STU48
- 八伏紗世
- #よーよーよー
  - 上原れもん - 元夢みるアドレセンス
  - 楠偉音[注 1]
  - 琴るり - 元Ange et Folletta
  - 杉井みぃ - 元Twinkle
  - 月なぎさ
  - ゆきみしおり
  - 由良ゆら
- 横野すみれ - 元NMB48
- 我妻ゆりか

### 男性タレント
- 池之上泰成
- 一ノ瀬将飛
- 岡本和樹
- 長谷川翔
- 柊涼太
- 山田洋介

## 引退済みの非タレント所属者
- 川崎あや[注 2]

## かつての所属タレント
（五十音順）
- 青木りさ - 元#2i2、元天晴れ!原宿
- 朝丘さくら - 元#よーよーよー
- 新谷姫加 - 元Party Rockets GT（フリーランス）
- 池田メルダ - 元#ババババンビ（フリーランス）
- 池谷諒介
- 石原さき - 元#Mooove!、元#よーよーよー
- 伊藤愛真（TWIN PLANET ENTERTAINMENTに移籍）
- 伊藤昴輝
- 片岡未優 - 元虹のコンキスタドール（フリーランスを経て波和PRODUCTIONに所属）
- 加藤紗里（加藤紗里プロ代表取締役兼タレント）
- 彼方美紅
- 桜あず（「桜井しおり」としてフリーランス）
- SHO-NO（「SHONO」としてラトナに移籍）
- タイト
- 田尻あやめ - 元乙女新党（フリーランス）
- 月野もも（フリーランス）
- 槌谷和己
- 椿ゆか（ゆかっぴぃ）
- 中本こまり - 元#Mooove!（アソビシステムに移籍）
- 七星うら - 元祭nine.（フリーランス）
- 西島ミライ（フリーランス）
- 秦はるか - 元真っ白なキャンバス（イザワオフィスに移籍）
- 花咲れあ
- 林ゆめ（フリーランス）
- 早瀬あや（フリーランス）
- 遥りさ（フリーランス）
- 藤川らるむ（フリーランス）
- 藤田いろは - ミスFLASH2020グランプリ（アーティストハウス・ピラミッドに移籍）
- 本多胡桃
- 本田夕歩（フリーランス）
- 真奈（フリーランス）
- 水湊みお - 元#ババババンビ（「水湊美緒」としてTRUSTARに移籍）
- 村石かんな（marqueeに所属）
- メイリ - 元clip clip、元アフィリア・サーガ・イースト（SPJ Entertainmentと業務提携）
- 百瀬りえ（「ももせ」としてグラビアモデル活動の傍ら、『小悪魔ageha』編集長、株式会社Felice代表取締役社長を務める）
- 優月心菜（フリーランスを経てプライムエージェンシーに移籍）
- 吉倉明里（フリーランス）
- 吉沢朱音 - 元#ババババンビ（フリーランス）
- 吉田実紀（フリーランス）
- ららぴ&るるぴ（共にフリーランス）
- LOPE（ロペ、フリーランス）

## スタッフ
- 中野杏[14]（ミスFLASH2016）

## Hashtag Record
音楽レーベル。所属アーティストは、#ババババンビ、#2i2、#よーよーよー、#Mooove!。